# 鄭惠明
鄭惠明（1950年—），中國前女子羽球運動員。
鄭惠明在1974年亞洲運動會上與梁秋霞一起奪得女子雙打金牌。四年後，她與丘玉芳再次參加同一項目而獲得銀牌，輸給來自印尼的維拉華蒂·維哈爾喬、黃祖金組合。在女子團隊項目中，兩屆比賽都獲得金牌。在1978年的羽球世界杯上，她與邱玉芳一起獲得女子雙打銀牌。